# Punter
En punter er, indenfor amerikansk fodbold, den spiller på holdet der står for udførelse af holdets punts, sparkene der efter en mislykket angrebsserie leverer bolden tilbage til det modsatte hold.
Når et holds angreb ikke har formået at score et touchdown, og samtidig er for langt ude til at forsøge et field goal, sætter holdet punteren på banen. Hans opgave er at sparke bolden så langt ned af banen som muligt, for at give modstanderen den dårligst mulige udgangsposition forud for deres efterfølgende angrebsserie.
Punteren tilhører holdets såkaldte special team unit, der udover punter også består af placekickeren (den anden sparker på holdet), samt flere andre spillere der primært har deres funktion under de spil der involverer spark.

## Berømte puntere
- Matt Turk
- Jeff Feagles
- Sean Landeta